# Zyzomys rackhami
Zyzomys rackhami is een fossiel knaagdier uit het geslacht Zyzomys dat is gevonden in Riversleigh, in het noordwesten van Queensland. Er zijn honderden tanden bekend, die zijn gevonden in wat waarschijnlijk een roestplaats van grootoorvleermuizen (Megadermatidae) was. Het is de enige fossiele soort van het geslacht; hij schijnt primitiever te zijn dan de levende soorten.